# Gröntjärnen (Leksands socken, Dalarna, 671775-144063)
Gröntjärnen är en sjö i Leksands kommun i Dalarna och ingår i Dalälvens huvudavrinningsområde. Sjön har en area på 0,21 kvadratkilometer och ligger 337,9 meter över havet.

## Delavrinningsområde
Gröntjärnen ingår i det delavrinningsområde (671960-144109) som SMHI kallar för Inloppet i Sången. Medelhöjden är 309 meter över havet och ytan är 12,85 kvadratkilometer. Det finns inga avrinningsområden uppströms utan avrinningsområdet är högsta punkten. Bynoret (Flosjönoret) som avvattnar avrinningsområdet har biflödesordning 3, vilket innebär att vattnet flödar genom totalt 3 vattendrag innan det når havet efter 275 kilometer. Avrinningsområdet består mestadels av skog (63 procent) och sankmarker (11 procent). Avrinningsområdet har 0,21 kvadratkilometer vattenytor vilket ger det en sjöprocent på 8,4 procent.